# Petropawlowsk-Kamtschatski-Air-Flug 251 (2021)
Der Petropawlowsk-Kamtschatski-Flug 251 war ein russischer Inlandsflug, der am 6. Juli 2021 von Petropawlowsk-Kamtschatski nach Palana führte. Kurz vor der Landung brach der Funkkontakt ab. Trümmer des verunglückten Flugzeuges wurden 4 Kilometer entfernt vom Flughafen Palana am Ochotskischen Meer  gefunden.

## Flugzeug
Die verunglückte Passagiermaschine Antonow An-26 mit dem Luftfahrzeugkennzeichen RA-26085 wurde am  20. Oktober 1982 in Dienst gestellt. Die nächste Sicherheitsüberprüfung wäre am 30. August 2021 fällig gewesen.

## Passagiere
Auf dem Flug waren 22 Passagiere, darunter zwei Kinder, und sechs Besatzungsmitglieder.

## Unfallhergang

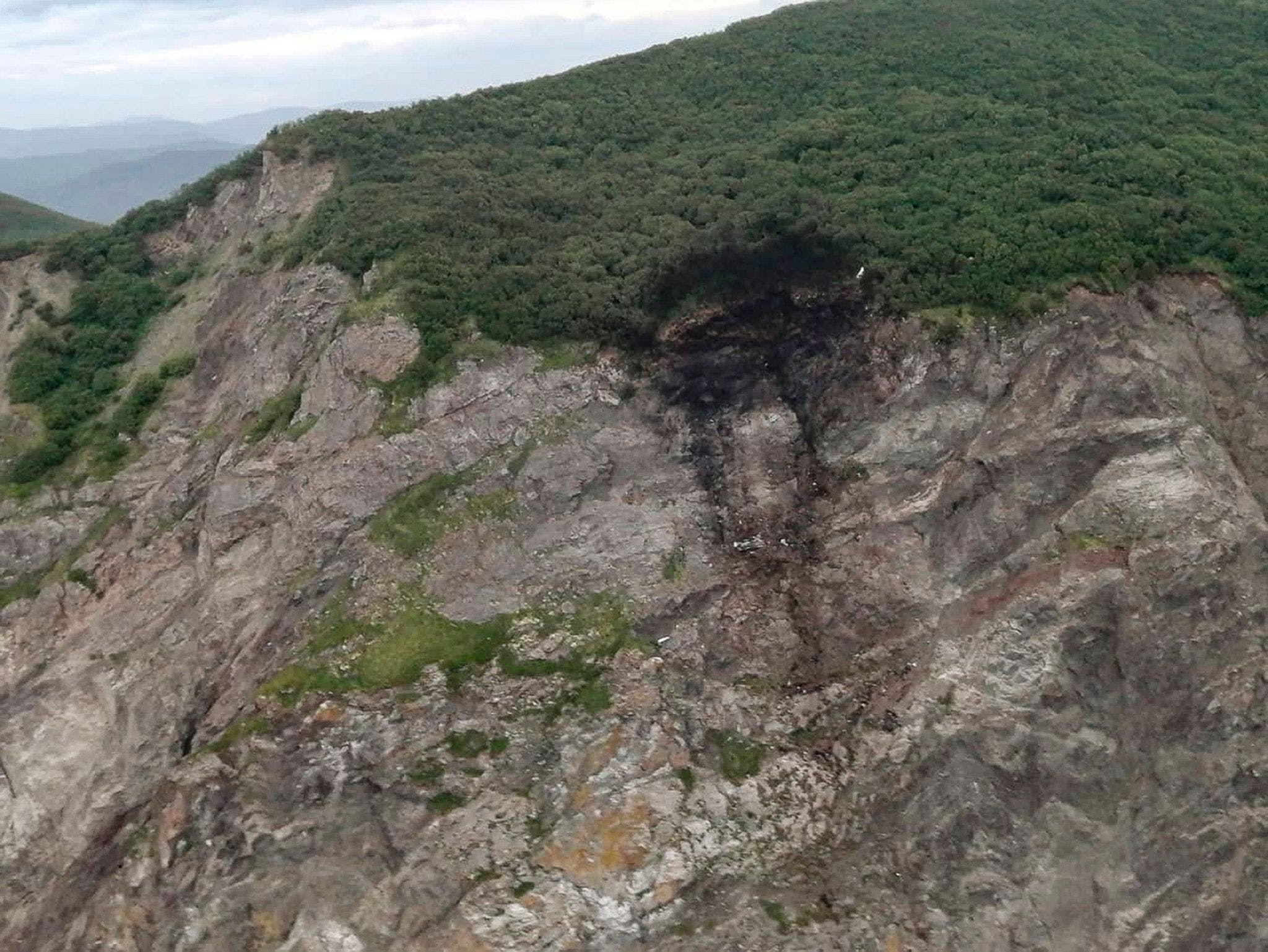
Foto der Unfallstelle des Fluges PTK-251

Die Maschine startete um 12.57 Uhr Ortszeit und flog ihr Ziel Palana bei schlechter Sicht von See her an. Dabei unterschritt sie die Mindestflughöhe und kollidierte infolgedessen kurz nach 14.50 Uhr Ortszeit mit der Steilküste.

## Unfalluntersuchung
Die Such- und Rettungsarbeiten begannen unmittelbar, nachdem der Kontakt zur Maschine abgebrochen war. Am 9. Juli konnten beide Flugschreiber geborgen und zur Auswertung nach Moskau geschickt werden. Am 10. Juli 2021 waren alle 28 Todesopfer geborgen worden.
Die Unfalluntersuchung wird durch das zwischenstaatliche Luftfahrtkomitee geführt. Am 12. Juli 2021 wurde ein Pilotenfehler als vorläufige Unfallursache benannt, am 15. Juli 2021 ein vorläufiges Flugschreibertranskript veröffentlicht. Daraus ging hervor, dass die Piloten desorientiert waren und etwa 5 km nördlich des üblichen Landeanflugkorridors sowie zu schnell flogen.

## Sonstiges
Eine ähnliche Katastrophe, auch unweit von Palana, ereignete sich im September 2012 auf derselben Flugstrecke und bei derselben Fluggesellschaft. Betroffen war damals eine Antonow An-28.